# Madison Keys
Madison Keys (n. 17 februarie 1995, Rock Island⁠(d), Illinois, SUA) este o jucătoare profesionistă de tenis din Statele Unite ale Americii. Cea mai bună clasare a sa este locul 6 mondial obținut în februarie 2025. Keys a câștigat zece titluri WTA la nivel de simplu, inclusiv un titlu de Grand Slam la Australian Open 2025. Ea a fost, de asemenea, finalistă la US Open 2017.
A debutat în top 10 al clasamentului WTA în 2016, devenind prima americană care a realizat aceast lucru de la Serena Williams, cu 17 ani mai devreme. Când Keys și Stephens s-au confruntat în finala US Open 2017, au devenit primele americance, în afară de surorile Williams, care au disputat o finală majoră de simplu din 2005. Keys a avut succes pe toate suprafețele, câștigând cel puțin un titlu pe fiecare dintre ele și ajungând cel puțin în sferturile de finală la toate cele patru turnee majore.
Keys a fost inspirată să înceapă să joace tenis după ce a văzut-o la televizor pe Venus Williams la Wimbledon. Originară din Quad Cities, Illinois, s-a mutat în Florida pentru a se antrena la Academia de tenis Evert. Antrenorii ei o considerau o minune și credeau că are o șansă bună să câștige un titlu major. Keys a devenit profesionistă la împlinirea vârstei de 14 ani și și-a demonstrat rapid potențialul, devenind una dintre cele mai tinere jucătoare care a câștigat un meci la nivel de circuit WTA câteva luni mai târziu. De asemenea, ea a câștigat un set demonstrativ World TeamTennis împotriva numărului 2 mondial de atunci, Serena Williams, mai târziu în acel an. Keys a intrat pentru prima dată în top 100 al clasamentului WTA în 2013, la vârsta de 17 ani. Ea a avut prima sa descoperire la un turneu major la începutul anului 2015, când a ajuns în semifinale la Australian Open, fiind adolescentă.

## Viața personală
Keys a declarat că îl admiră pe Roger Federer datorită clasei sale și atitudinii sale pozitive pe teren. Venus și Serena Williams au fost, de asemenea, două dintre jucătoarele sale preferate în copilărie. Deși a apreciat-o mai întâi pe Venus pentru rochiile sale de tenis, Keys a admirat-o mai târziu și pe Serena pentru eforturile sale în lupta pentru reducerea diferenței de premii în bani dintre bărbați și femei în tenis. De asemenea, a fost o mare fană a viitoarei sale antrenoare Lindsay Davenport, precum și a lui Kim Clijsters.
Keys este prietenă foarte apropiată cu Sloane Stephens și CoCo Vandeweghe. Ea a îmbrățișat-o pe Stephens după ce a pierdut finala US Open 2017 și a sărit în brațele lui Vandeweghe după ce a învins-o în finala Stanford Classic 2017.
Mama sa este euro-americană, iar tatăl ei este afro-american. Cu toate acestea, ea preferă să fie recunoscută pentru ceea ce este, mai degrabă decât pentru rasa sa, spunând: „Nu mă identific cu adevărat ca fiind albă sau afro-americană. Sunt doar eu. Sunt Madison”.
Keys este ambasador al Fearlessly Girl, o organizație dedicată luptei împotriva bullying-ului și cyberbullying-ului. Ea a fost co-organizatoarea primului summit al grupului împreună cu fondatoarea Kate Whitfield în orașul său natal Rock Island în 2016.
În februarie 2020, Keys a relansat Fearlessly Girl într-o organizație nonprofit numită Kindness Wins. Organizația este descrisă ca fiind „o platformă pentru bunătate, cu accent special pe bunătatea față de sine, bunătatea față de tineri și bunătatea față de ceilalți în vremuri de restriște”. Kindness Wins urmărește să se asocieze cu alte grupuri cu mentalități similare și să ofere subvenții și sprijin persoanelor care fac lumea un loc mai bun.
Din 2023 este logodită cu un alt jucător de tenis american, Bjorn Fratangelo, cu care se întâlnește din 2017.

## Cariera profesională

### 2025: Prima finală la Australian Open, al 9-lea titlu
La Australian Open 2025, ea a învins-o pe Danielle Collins, a zecea favorită, pe Elena Rîbakina, a șasea favorită, și pe Elina Svitolina, a 28-a favorită, ajungând în semifinale pentru a treia oară la acest turneu. Ca urmare, ea a revenit în top 10 în clasamentul de simplu.

## Statistici carieră

#### Simplu
| Turneu           | 2009 | 2010 | 2011 | 2012 | 2013 | 2014 | 2015 | 2016 | 2017 | 2018 | 2019 | 2020 | 2021 | 2022 | 2023 | 2024 | 2025 | SR     | C–P    | Victorii % |
| ---------------- | ---- | ---- | ---- | ---- | ---- | ---- | ---- | ---- | ---- | ---- | ---- | ---- | ---- | ---- | ---- | ---- | ---- | ------ | ------ | ---------- |
| Australian Open  | A    | A    | A    | 1R   | 3R   | 2R   | SF   | 4R   | A    | QF   | 4R   | 3R   | A    | SF   | 3R   | A    | C    | 1 / 11 | 34–10  | 77%        |
| French Open      | A    | A    | A    | A    | 2R   | 1R   | 3R   | 4R   | 2R   | SF   | QF   | 1R   | 3R   | 4R   | 2R   | 3R   |      | 0 / 12 | 24–12  | 67%        |
| Wimbledon        | A    | A    | A    | Q2   | 3R   | 3R   | QF   | 4R   | 2R   | 3R   | 2R   | NH   | 4R   | A    | QF   | 4R   |      | 0 / 10 | 25–10  | 71%        |
| US Open          | A    | Q1   | 2R   | Q2   | 1R   | 2R   | 4R   | 4R   | F    | SF   | 4R   | 3R   | 1R   | 3R   | SF   | 3R   |      | 0 / 13 | 33–13  | 72%        |
| Câștigat–pierdut | 0–0  | 0–0  | 1–1  | 0–1  | 5–4  | 4–4  | 14–4 | 12–4 | 8–3  | 16–4 | 11–4 | 4–3  | 5–3  | 10–3 | 12–4 | 7–3  | 7–0  | 1 / 46 | 116–45 | 72%        |

### Finale de Grand Slam

#### Simplu: 2 (1 titlu, 1 finală)
| Rezultat | An   | Turneu          | Suprafață | Oponent         | Scor          |
| -------- | ---- | --------------- | --------- | --------------- | ------------- |
| Pierdut  | 2017 | U.S. Open       | Hard      | Sloane Stephens | 3–6, 0–6      |
| Câștigat | 2025 | Australian Open | Hard      | Arina Sabalenka | 6–3, 2–6, 7–5 |

## Legături externe
- Madison Keys la Women's Tennis Association
- Madison Keys la International Tennis Federation
- Madison Keys pe site-ul Fed Cup